# Wasserturm Højer
Der Wasserturm Højer ist ein ehemaliger Wasserturm in Højer im Højer Sogn in der Tønder Kommune, die zur Region Syddanmark in Dänemark gehört.

## Geschichte
Der 20 Meter hohe Wasserturm wurde 1934 in Ziegelbauweise errichtet und ähnelte den Wassertürmen von Tønder, Løgumkloster und Toftlund. Er soll von dem Architekten L. P. Aakjær gezeichnet worden sein und liegt auf einer Höhe von fünf Metern über dem Meeresspiegel.
2012 erhielt Højer einen Zuschuss von 900.000 Kronen, um den Turm zu erhalten. Nach dem Kulturarvsstyrelsen trägt der Turm positiv zum Stadtbild bei.
2013 wurde die Foreningen Højer Vandtårn gegründet, die den Turm von der Tønder Vandforsyning (deutsch Wasserversorgung Tondern) übernahm und mit einer 34 Meter langen Wendeltreppe und einer Aussichtsplattform versah, um ihn als Aussichtsturm zu nutzen. Am 26. September 2015 wurde der Turm in dieser Funktion wieder in Betrieb genommen.

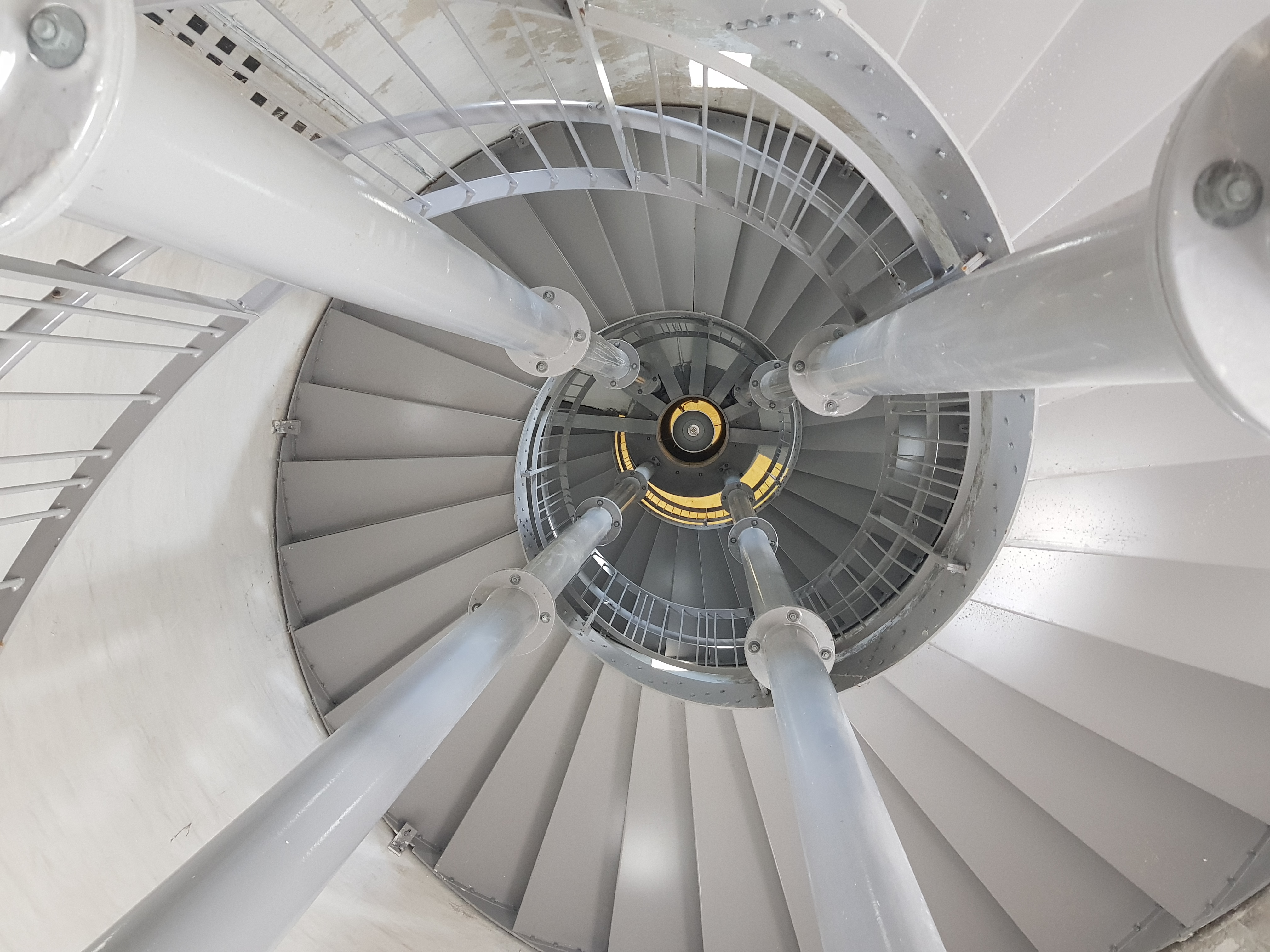
Der Wendeltreppe
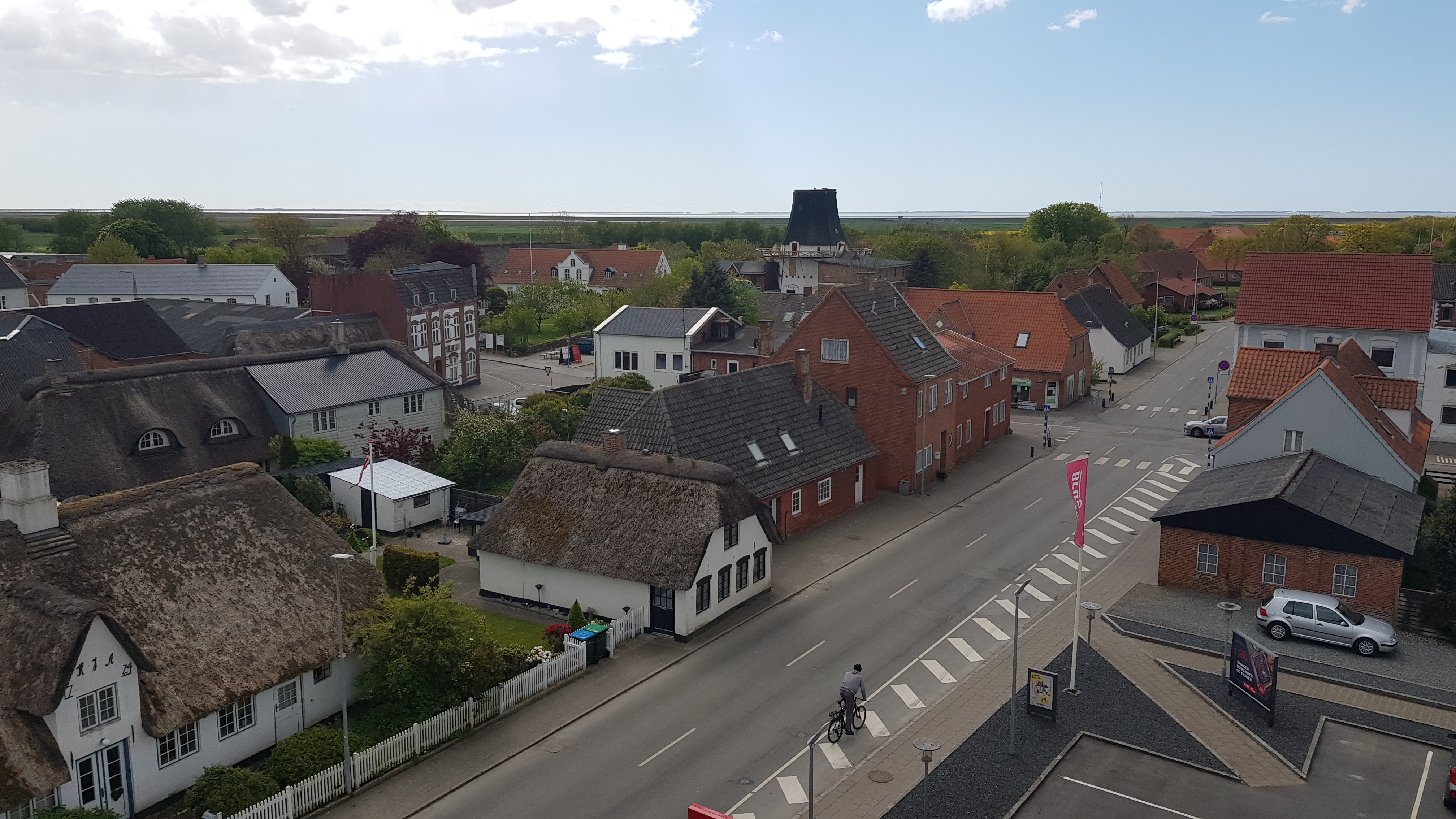
Aussicht in Richtung Højer Mühle